# باشگاه فوتبال یو کرایووا ۱۹۴۸
باشگاه فوتبال یو کرایووا ۱۹۴۸ (انگلیسی: FC U Craiova 1948) یک باشگاه فوتبال مستقر در کرایووا، رومانی است که در حال حاضر در لیگ دسته اول فوتبال رومانی، بالاترین سطح لیگ فوتبال در این کشور به فعالیت می‌پردازد. 